# Fairview, Monmouth County, New Jersey
Fairview är en ort i Monmouth County i delstaten New Jersey, USA.